# Saint-Julien-aux-Bois
Saint-Julien-aux-Bois è un comune francese di 498 abitanti situato nel dipartimento della Corrèze nella regione della Nuova Aquitania.

## Società

### Evoluzione demografica
Abitanti censiti